# زیبایی‌شناسی

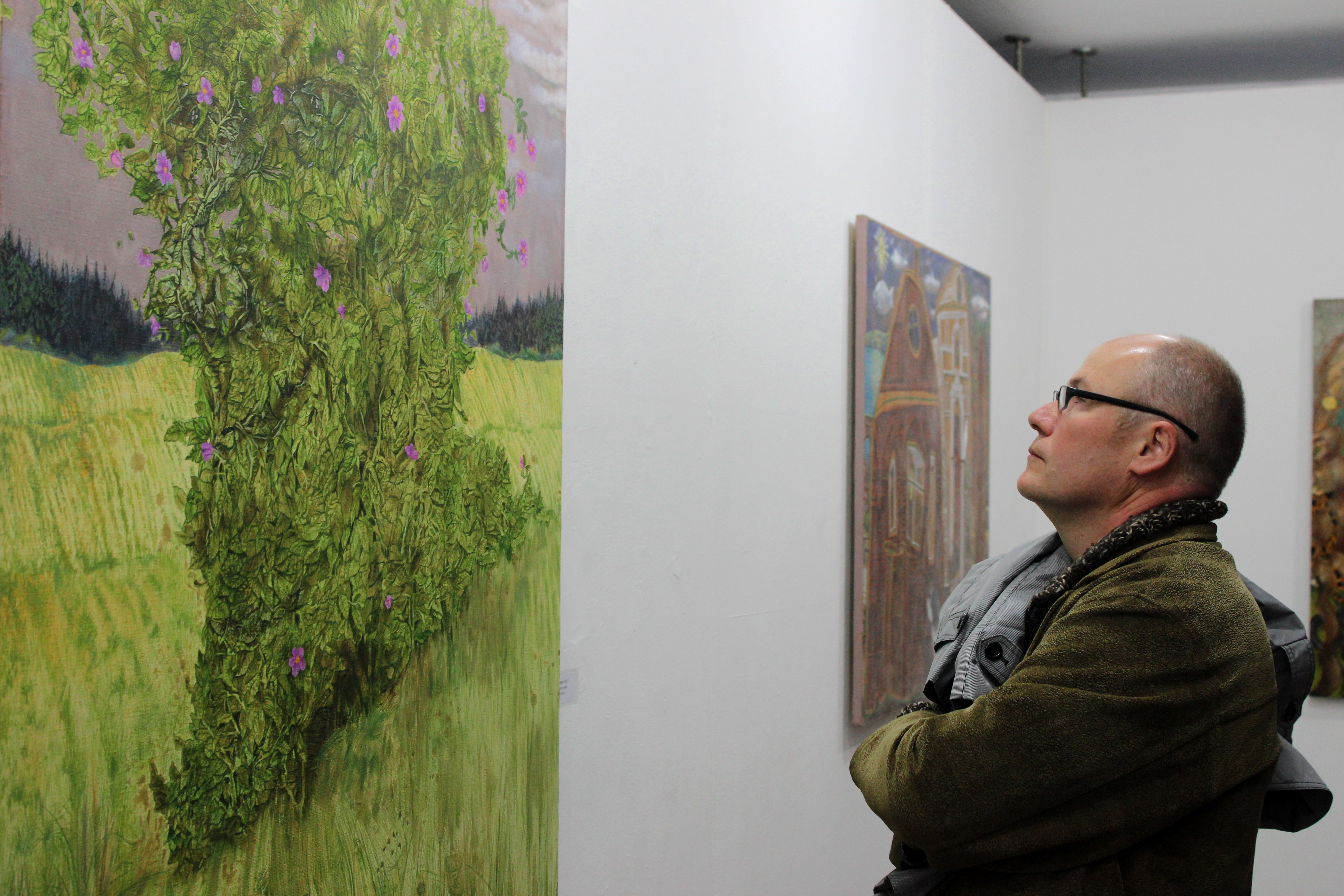
مردی که از نقاشی یک منظره لذت می‌برد. ماهیت چنین تجربه‌ای توسط زیبایی‌شناسی مورد مطالعه قرار می‌گیرد.

زیبایی‌شناسی (به انگلیسی: Aesthetics) شاخه‌ای از فلسفه است که به بررسی ماهیت زیبایی و سلیقه می‌پردازد و فلسفه هنر را نیز در بر می‌گیرد. این حوزه امکان درک عمیق‌تر ادراکات و پدیده‌های متنوع—از مجسمه‌سازی تا موسیقی—را فراهم می‌کند و بر حالات روحی و جهان‌بینی فرد تأثیر می‌گذارد. البته تعریف زیبایی با مفاهیمی همچون حقیقت، عشق، زندگی، مرگ، خدا، انسان و حتی سیاست و فضا گره خورده و گستره‌ای وسیع یافته است. ازاین‌رو، تعریف زیبایی می‌تواند دامنهٔ بحث را به‌شدت گسترش دهد یا محدود کند. برخی پژوهشگران کوشیده‌اند زیبایی را در نمونه‌های عینی‌تری مانند آثار هنری، انسان‌ها، اشیا یا طبیعت بیابند. بومگارتِن نخستین بار در کتاب خود با عنوان زیبایی‌شناسی این اصطلاح را به کار برد، هرچند پیشینهٔ این بحث به اندازهٔ تاریخ فلسفه قدمت دارد.

## ماهیت جستارهای زیبایی‌شناسی
زیبایی‌شناسی شاخه‌ای علمی و پذیرفته‌شده در محافل آکادمیک است که به مطالعهٔ مفهوم زیبایی اختصاص دارد. این رشته هم مباحث پایه‌ای و هم موضوعات تخصصی را دربر می‌گیرد. از جمله پرسش‌های مطرح در این حوزه می‌توان به تعریف زیبایی، سازوکارهای ادراک آن، پایه‌های عصبی-شناختی دریافت زیبایی (رجوع شود به علوم شناختی) و نیز واکاوی وجوه زیبایی در پدیده‌های متنوعی مانند موجودات طبیعی (مثلاً یک گل)، آثار هنری یا تجربه‌های ذهنی همچون عشق، لذت جنسی و وَجد اشاره کرد که همگی در محدودهٔ زیبایی‌شناسی قرار می‌گیرند.
- نکات زیر شایان توجه است:

1. استفاده از اصطلاح صحیح «زیبایی‌شناسی» ضروری است و باید از کاربرد نادرست «زیباشناسی» خودداری کرد.
2. هنگام بیان تجربه‌های مرتبط با زیبایی، مناسب‌تر است از واژهٔ «زیبایی» استفاده شود، نه ترکیب «زیبایی‌شناختی». به‌عنوان مثال، عبارت «این گل حس زیبایی را بیدار می‌کند» صحیح است.
3. اصطلاح «زیبایی‌شناختی» تنها زمانی به‌کار می‌رود که بحث تحلیل علمی فرایند درک زیبایی مطرح باشد.
4. زیبایی‌شناسی افزون بر مباحث تحلیلی و ریاضیگونه، شامل ارزیابی‌های کارشناسی نیز هست. این سنجش‌های تخصصی بر پایهٔ تحلیل‌های روان‌شناختی، فیزیولوژیکی و جامعه‌شناختی زیبایی استوارند.[۶]

## هدف زیبایی‌شناسی
هدف زیبایی‌شناسی توضیح چیستی زیبایی و نحوهٔ درک ما از آن و نیز تحلیل سطوح و گونه‌های آن است. هم‌چنین شاید توصیه برای زیباسازی هم بتواند جز مباحث آن قلمداد شود (هنجاری).در فرهنگ اصطلاحات فنی و نقادانه فلسفی، زیبایی‌شناسی به دو معنا تعریف شده است:
1. هر آنچه به زیبایی مرتبط است و منش زیبایی را تعریف می‌کند.
2. علمی که موضوعش داوری و ارائه حکم باشد دربارهٔ تفاوت میان زیبا و زشت.[۷]

## چیستی زیبایی

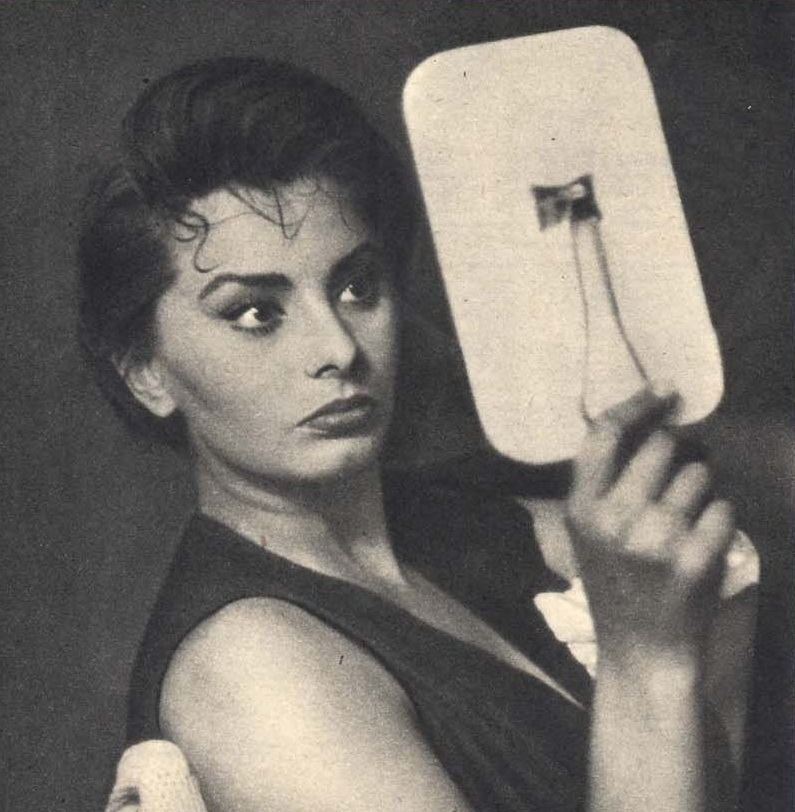
سوفیا لورن، بازیگر سرشناس ایتالیایی، برندهٔ جایزهٔ اسکار و چهرهٔ ماندگار سینمای ایتالیا در دوران کلاسیک هالیوود بود. بسیاری او را تجسم عینی «زیبایی ایتالیایی» می‌پنداشتند.

فیلسوفان و هنرمندان از دیرباز دربارهٔ ماهیت زیبایی اختلاف نظر داشته‌اند. افلاطون زیبایی را هماهنگی اجزاء با کل می‌پنداشت و آن را به دو گونه تقسیم می‌کرد: زیبایی طبیعت و موجودات زنده، و زیبایی انتزاع‌های هندسی مانند خط و دایره. از نگاه او، زیبایی طبیعی نسبی است، حال آنکه زیبایی هندسی یا ساختهٔ دست بشر، مطلق تلقی می‌شد. آنچه افلاطون «زیبایی هندسی» می‌نامید، بعدها لو کوربوزیه «زیبایی مهندسی» خواند. هِگِل نیز، با الهام از افلاطون، به تمایز میان زیبایی طبیعی و هنری قائل شد. با این همه، اثبات عینیِ وجود زیبایی همواره مسئله‌ای چالش‌برانگیز بوده است.
آرای افلاطون دربارهٔ زیبایی‌شناسی در آثاری چون ضیافت، تیمائوس و فایدون بازتاب یافته است. او بر این باور بود که عشق ورزیدن به یک زیبایی منفرد، ناگزیر به عشق به همهٔ زیبایی‌ها می‌انجامد، چرا که هر زیبایی در آن صورتِ جهانی و یگانه مشارکت دارد.ارسطو نیز زیبایی را در «نظم، تقارن و تحدید» می‌جست و ریاضیات را عرصهٔ متجلی‌شدن این اصول می‌دانست. این نگرش، ذاتاً عقل‌گرایانه است، اما برخی اندیشمندان با تکیهٔ انحصاری بر عقل مخالفند و عواملی چون الهام، مهارت، بازآفرینی طبیعت یا تقلید هنری را در شکل‌گیری زیبایی مؤثر می‌شمرند.
از سدهٔ هجدهم میلادی به بعد، زیبایی بیش از پیش به حیطهٔ روان‌شناسی و ادراک فردی سپرده شد. تأثیر عوامل روانی و اجتماعی بر برداشت انسان از زیبایی، آن را به پدیده‌ای ذهنی و وابسته به ناظر بدل کرد.
زیبایی‌شناسی یک فضا آنگاه محقق می‌شود که بتواند فارغ از ذهن بیننده، به مثابه موجودیتی مستقل ظاهر شود و اندیشهٔ او را به چالش بکشد.

## تجربه زیبایی شناختی
تجربه زیبا شناختی تجربه‌ای خوشایند و مطلوب است که به زندگی ارزش و معنا می‌بخشد. این تجربه مبتنی بر تعمقی نشأت گرفته از درون موجود زنده است که سبب می‌شود او محیطش را بهتر درک کند؛ تجربه‌ای که در بین همه مردم و در هر زمانی مستلزم تمرکز بر برخی از جنبه‌های محیط اطراف و شاید درون است.

## قوانین عام زیبایی‌شناسی

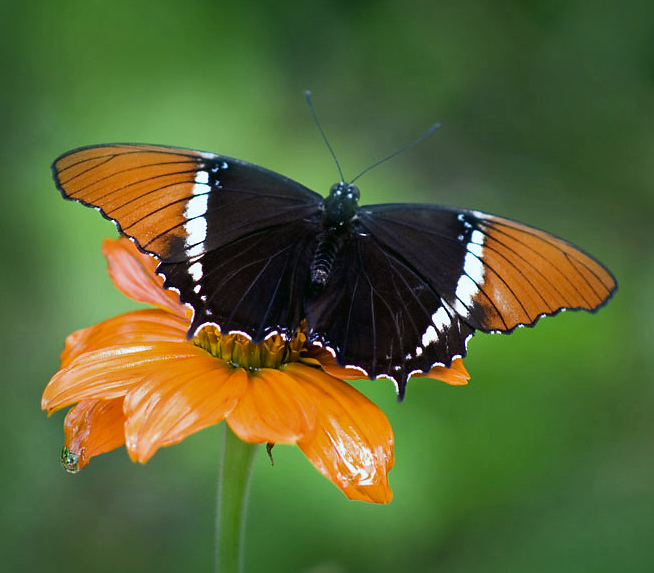
هم‌نشینیِ رنگ‌ها

بیرکهوف معتقد است چیزی زیباست که با کمترین علامات ممکن، بیشترین نظم ممکن را عرضه کند؛ اما زیبایی تنها از طریق نظم و قاعده به دست نمی‌آید، بلکه بعضاً نتیجه دو صفت متضاد است که هر دو به یک اندازه ضروری هستند.

هنر موفق، هنری است که مکالمه‌ای دوجانبه با ذهن به وجود آورد، چالش‌های ذهنی به وجود آورد و بازتاب‌هایی ایجاد کند. این رابطه معمولاً از تجزیه و تحلیل ناکامل نیروهای مؤثر، حاصل می‌شود. ترکیبی که کاملاً هماهنگ و وحدت یافته باشد، ترکیبی خسته‌کننده خواهد بود. هنرمند موفق کسی است که احساس نظم و وابستگی را القا کند و در همان حال چیزهای غیرمنتظره را در اثر خود وارد سازد.

### ادراک زیبایی بر اساس تئوری اطلاعات
بنا بر این نظریه، اطلاعات زیبا شناختی عواطف انسان را مخاطب قرار می‌دهند. بر این اساس یک پیام، زمانی زیبایی را القا می‌کند که اطلاعاتی کافی داشته باشد و میزان بداعت، یعنی محتوای زیباشناختی آن، از حداکثر دریافت ذهن بیشتر باشد. در این صورت گیرنده مجبور به تشکیل طرح واره است و بدین ترتیب ذهن اجباراً خود را معطوف به سطوح بالاتر ادراکی می‌کند. در واقع ارضای حس زیباشناختی، زمانی به دست می‌آید که ذهن در مجموعه‌ای از تحریکات ظاهراً غیر منظم و مغشوش، موفق به کشف یک نظم نسبی گردد.

پیام‌های پیچیده را نمی‌توان به صورت مستقیم درک کرد. در این حالت باید با روش تشکیل یادواره‌ها مقدار اطلاعات را کم کرد. تئوری گشتالت اصول تقرب، تشابه، انسداد، استمرار و هم جهتی به عنوان عوامل خارجی و اصول آشنایی و آمادگی ذهنی را به عنوان عوامل مؤثر بر تشکیل یادواره‌ها و ادراک زیبایی فرمی معرفی می‌کند.

## معیارهای اصلی زیبایی در معماری
1. فرم و صورت: فرم یکی از معیارهای اصلی زیبایی است که در دو گروه فرم‌های با قاعده و فرم‌های بی‌قاعده قرار می‌گیرد:
  1. فرم با قاعده←تابع قوانین هندسی
  2. فرم بی‌قاعده ←فاقد ساختار مشخص و غیرقابل پیش‌بینی
2. رنگ: تأثیرات رنگ بر ناظرین تابع ۳عامل است مکانی که در آن رنگ بکار رفته،فرهنگ و عوامل اجتماعی و روانی
3. علایم و نمادها: محتوای معنوی یک نماد را می‌توان در معماری به شکلهای مختلف بیان کرد؛ توجه به رنگ‌ها، توجه به نوع مصالح در ساختار بنا؛ نورپردازی
4. تزیین: یک رکن مهم در معماری که بیشتر بعد ظاهری دارد تا معنایی و شاید اصلاً از بعد معنایی برخوردار نباشند و تأکید بر فرم است.[نیازمند منبع]

## مسائل مهم زیبایی‌شناسی

### آیا هنر قابل تعریف است؟
ما در عصری زندگی می‌کنیم که امیدمان را برای ارائه تعریفی جامع و مانع از هر چیزی از دست داده‌ایم. همان‌طور که ارائه تعریفی از انسان، جهان، معرفت، حقیقت، صداقت و فضیلت سخت است، تعریف هنر نیز بسیار دشوار است. به تعبیر دیگر هر تعریفی که ما از حوزه‌ای چون هنر یا معرفت صورت می‌دهیم، صرفاً تلاشی است برای نزدیک شدن به مشخصه‌ها و کیفیات این حوزه. گویی هنر چونان قله‌ای دست نیافتنی است که انسان هرچه برای سلوک به آن تلاش می‌کند، کمتر به کشف و شهود آن دست می‌یابد و حیرانی و شیدایی‌اش بیشتر می‌شود. فیلسوفان هنر همواره در صدد بوده‌اند معیاری ارائه کنند که با آن هنر شناخته شود. ممکن است گفته شود گوهرِ هنر تازگی یا بدیع بودن است؛ تولستوی بیش از دیگران در معنای هنر به تأمل و دقت نظر پرداخته و نظریه‌ای نسبتاً دقیق در این باره ارائه نموده است. از نظر وی، «هنر فعالیت انسانی است که فرد آگاهانه و به یاری نمادهای عینی، احساسات تجربه شده خود را به دیگران انتقال می‌دهد، به طوری که آن‌ها نیز آن احساسات را تجربه نموده و از مسیر حسی و خیالی که هنرمند از آن گذشته می‌گذرند».
یکی از نخستین پرسش‌ها در زیبایی‌شناسی آن است که چرا زیبا، زیبا می‌نماید؟ یا به عبارت دیگر، هنر و اثر هنری چیست؟ در پاسخ چند تعریف محتمل مطرح شده‌اند:
- نظریه صورت معنادار: هنر مجموعهٔ آثاری است که دارای نسبت معینی میان اجزای خود هستند؛ که بر اساس آن در میان منتقدان حساس، احساس زیبایی‌شناسانه برمی‌انگیزند. راجر فرای و کلایو بل از بانیان این نظریه در آغاز قرن بیستم هستند.[۱۳]
- نظریه ایدئالیستی: هنر مجموعه ایده‌ها یا احساسات ذهن هنرمند است، که به صورت جرح و تعدیل شده به افراد دیگر منتقل می‌گردند.[۱۴]
- نظریه نهادی: هنر مجموعه آثاری انسان‌ساخت است که از جانب اهالی هنر، شأن هنری یافته‌اند.[۱۵]
- تعریف دانشنامه بریتانیکا: هنر به‌کارگیری مهارت‌های عملی و تصورات ذهنی در خلق اشیا یا محیط‌هایی زیباست، که با دیگران می‌توانند به اشتراک گذاشته شوند.
- تعریف دانشنامهٔ ویکی‌پدیای انگلیسی: هنر مجموعه آثار یا فرایندهای انسان‌ساختی است که تعمداً عناصری نمادین را در جهت اثرگذاری بر عواطف، احساسات یا هوش انسانی به کار می‌گیرد.
- تعریف فرهنگنامهٔ سخن: هنر هر نوع فعالیت غیرمعطوف به سود مادی و مبتنی بر برداشت‌های شخصی از محیط و طبیعت با استفاده از نیروی تخیل و قواعد زیبایی‌شناختی است.[۱۶]

لازم است ذکر شود که تمامی این تعاریف با انتقاداتی رو به رو بوده‌اند.

### فلسفه نقد هنری
بخش دیگری از مباحثات فلسفی دربارهٔ هنرها متوجه روش‌ها و توجیهات اقسام مطالبی بوده که دربارهٔ هنر می‌نویسند؛ مثلاً اینکه مقاصد یا نیات اظهار شدهٔ هنرمند تا چه حد در تفسیر انتقادی اثر هنری، ارتباط و مناسبت دارد.

### ارزش آثار هنری
یکی از مسائل مهمی که در باب ارزش آثار هنری طرح می‌شود، تغییرات پیش آمده در اجرای آثار تاریخی است. مسئله مطرح شده این است که آیا در اجراهای موسیقی باید اصالت تاریخی و نزدیکی به نسخهٔ اصلی را مورد نظر قرار داد یا خیر؟
مسئله مهم دیگر در بحث ارزش آثار هنری، این است که آیا ارزش هنری تابلویی اصل از ارزش هنری بدل و کپی کاملی از آن بیشتر است و چگونه؟

## جایگاه فلسفه هنر و زیبایی‌شناسی در فلسفه معاصر
زیبایی‌شناسی از رشته‌های سنتی فلسفه بوده، و به‌ویژه در سده‌های هفدهم و هجدهم میلادی بسیار پررونق بوده است. بسیاری از فیلسوفان معاصر هم‌نظر هستند که زیبایی امری ذهنی و انتقال‌ناپذیر است. کسی راه ساختن ترانه‌های موسیقی درست یا اشعار کامل را نمی‌شناسد؛ و گرایش شدیدی به جانب این عقیده هست که دوست داشتن، دلیل و برهان نمی‌خواهد.
این رشته در ایران: دانشگاه هنر تهران (ارشد و دکتری)،
دانشگاه علامه طباطبایی (ارشد ودکتری)، دانشگاه ادیان و مذاهب
(ارشد فلسفه هنر و دکتری حکمت هنرهای دینی) ارائه می‌شود.

## ارجاعات
1. ↑  بَری هارتلی اِسلِیتِر. «Aesthetics» [زیبایی‌شناسی]. دانشنامه اینترنتی فلسفه.
2. 1 2 3  حمید رجایی، ۱۳۷۸، «زیبایی و زیبایی‌شناسی،» هنر دینی ش. ۱: ۵۵–۸۰.
3. ↑  نظریه‌های زیبایی‌شناسی، گردآوری و ویرایش مارک فاستر گیج، ترجمه احسان حنیف، نشر فکر نو. صفحه7.
4. ↑  حقیقت و زیبایی، بابک احمدی، نشر مرکز. صفحه 20.
5. ↑  زیبایی‌شناسی انتقادی، گزیده نوشته‌هایی از والتر بنیامین، تئودور آدورنو و هربرت مارکوز، ترجمه امید مهرگان، نشر گام نو. صفحه 17.
6. ↑  مهدی تهرانی (۲۷ فروردین ۱۳۹۷). «مفاهیم: زیبایی‌شناسی چیست؟». همشهری‌آنلاین. دریافت‌شده در ۸ مرداد ۱۴۰۳.
7. ↑  حقیقت و زیبایی، بابک احمدی، نشر مرکز. صفحه 25.
8. ↑  سوفیا لورن، هشتاد سالگی ستاره سال‌های طلایی سینما، بی‌بی‌سی فارسی
9. ↑  نظریه‌های زیبایی‌شناسی، مارک فاستر گیج، ترجمه احسان حنیف، نشر فکرنو، صفحه 31و 32.
10. ↑  خادمی گراشی، مهدی (۱۳۹۵). استراتژی بازاریابی هنر. تهران: انتشارات سیته.
11. ↑  خادمی گراشی، مهدی (۱۳۹۵). استراتژی بازاریابی هنر. تهران: انتشارات سیته.
12. ↑  نایجل واربرتون، مبانی فلسفه، انتشارات ققنوس، ترجمه مسعود علیا، صفحه ۲۲۱ و ۲۲۲
13. ↑  نایجل واربرتون، مبانی فلسفه، انتشارات ققنوس، ترجمه مسعود علیا، صفحهٔ ۲۲۴
14. ↑  نایجل واربرتون، مبانی فلسفه، انتشارات ققنوس، ترجمه مسعود علیا، صفحهٔ ۲۲۶
15. ↑  نایجل واربرتون، مبانی فلسفه، انتشارات ققنوس، ترجمه مسعود علیا، صفحهٔ ۲۲۹
16. ↑  فرهنگ فشرده سخن، جلد دوم، صفحات ۲۶۲۷ و ۲۶۲۸
17. ↑  نایجل واربرتون، مبانی فلسفه، انتشارات ققنوس، ترجمه مسعود علیا، صفحهٔ ۲۳۳
18. ↑  نایجل واربرتون، مبانی فلسفه، انتشارات ققنوس، ترجمه مسعود علیا، صفحه ۲۳۷ و ۲۳۸
19. ↑  نایجل واربرتون، مبانی فلسفه، انتشارات ققنوس، ترجمه مسعود علیا، صفحهٔ ۲۴۰
20. ↑  رجینالد هالینگ دیل، تاریخ فلسفه غرب، انتشارات ققنوس، ترجمه عبدالحسین آذرنگ، صفحهٔ ۷۹
21. 1 2  رجینالد هالینگ دیل، تاریخ فلسفه غرب، انتشارات ققنوس، ترجمه عبدالحسین آذرنگ، صفحهٔ ۸۰